# Petr Duchoň
Petr Duchoň (n. 6 septembrie 1956, Brno, Cehoslovacia) este un om politic ceh, membru al Parlamentului European în perioada 2004-2009 din partea Cehiei.
1. ↑  Petr Duchoň, Encyklopedie dějin města Brna
2. ↑  Petr Duchoň, The Fine Art Archive
3. ↑  Czech National Authority Database, accesat în 23 noiembrie 2019
4. ↑  The Fine Art Archive, accesat în 1 aprilie 2021
5. ↑  Deputații în Parlamentul European
6. 1 2  Číselník volebních stran - Volby do zastupitelstev obcí konané 23.09. – 24.09.2022 (în cehă), Český statistický úřad[*], accesat în 3 septembrie 2022